# Gran Premio di superbike di Villicum 2022
Il Gran Premio di superbike di Villicum 2022 è stato la decima prova del mondiale superbike del 2022. Nello stesso fine settimana si è corso anche la decima prova del campionato mondiale Supersport.
I risultati delle gare hanno visto vincere, per quel che concerne il mondiale Superbike: Álvaro Bautista in gara 1 e in gara 2, e Toprak Razgatlıoğlu in gara Superpole, mentre le gare del mondiale Supersport sono state vinte entrambe da Dominique Aegerter.

## Superbike gara 1

### Arrivati al traguardo
| Pos. | Nº | Pilota                | Squadra                   | Motocicletta        | Giri | Tempo     | Griglia | Punti |
| ---- | -- | --------------------- | ------------------------- | ------------------- | ---- | --------- | ------- | ----- |
| 1º   | 19 | Álvaro Bautista       | Aruba.it Racing - Ducati  | Ducati Panigale V4R | 21   | 34'18.304 | 3º      | 25    |
| 2º   | 65 | Jonathan Rea          | Kawasaki Racing           | Kawasaki ZX-10RR    | 21   | +5.141    | 2º      | 20    |
| 3º   | 47 | Axel Bassani          | Motocorsa Racing          | Ducati Panigale V4R | 21   | +6.689    | 7º      | 16    |
| 4º   | 7  | Iker Lecuona          | Team HRC                  | Honda CBR1000 RR-R  | 21   | +11.917   | 4º      | 13    |
| 5º   | 21 | Michael Ruben Rinaldi | Aruba.it Racing - Ducati  | Ducati Panigale V4R | 21   | +13.882   | 8º      | 11    |
| 6º   | 22 | Alex Lowes            | Kawasaki Racing           | Kawasaki ZX-10RR    | 21   | +14.507   | 9º      | 10    |
| 7º   | 45 | Scott Redding         | BMW Motorrad              | BMW M1000RR         | 21   | +18.402   | 5º      | 9     |
| 8º   | 55 | Andrea Locatelli      | Pata Yamaha with Brixx    | Yamaha YZF R1       | 21   | +18.869   | 11º     | 8     |
| 9º   | 97 | Xavi Vierge           | Team HRC                  | Honda CBR1000 RR-R  | 21   | +19.540   | 10º     | 7     |
| 10º  | 60 | Michael van der Mark  | BMW Motorrad              | BMW M1000RR         | 21   | +24.661   | 14º     | 6     |
| 11º  | 44 | Lucas Mahias          | Kawasaki Puccetti Racing  | Kawasaki ZX-10RR    | 21   | +31.397   | 13º     | 5     |
| 12º  | 12 | Javier Forés          | Barni Spark Racing        | Ducati Panigale V4R | 21   | +32.969   | 16º     | 4     |
| 13º  | 31 | Garrett Gerloff       | GYTR GRT Yamaha           | Yamaha YZF R1       | 21   | +35.081   | 12º     | 3     |
| 14º  | 50 | Eugene Laverty        | Bonovo Action BMW         | BMW M1000RR         | 21   | +36.961   | 17º     | 2     |
| 15º  | 1  | Toprak Razgatlıoğlu   | Pata Yamaha with Brixx    | Yamaha YZF R1       | 21   | +39.885   | 1º      | 1     |
| 16º  | 76 | Loris Baz             | Bonovo Action BMW         | BMW M1000RR         | 21   | +40.371   | 6º      |       |
| 17º  | 5  | Philipp Öttl          | Team Goeleven             | Ducati Panigale V4R | 21   | +44.885   | 20º     |       |
| 18º  | 3  | Kōta Nozane           | GYTR GRT Yamaha           | Yamaha YZF R1       | 21   | +45.220   | 15º     |       |
| 19º  | 52 | Oliver König          | Orelac Racing Verdnatura  | Kawasaki ZX-10RR    | 21   | +1'04.546 | 19º     |       |
| 20º  | 27 | Maximilian Scheib     | MIE Racing Honda          | Honda CBR1000 RR-R  | 21   | +1'19.515 | 21º     |       |
| 21º  | 39 | Marco Solorza         | TPR Team Pedercini Racing | Kawasaki ZX-10RR    | 21   | +1'32.427 | 22º     |       |

### Ritirato
| Nº | Pilota          | Squadra          | Motocicletta       | Giri | Griglia |
| -- | --------------- | ---------------- | ------------------ | ---- | ------- |
| 36 | Leandro Mercado | MIE Racing Honda | Honda CBR1000 RR-R | 7    | 18º     |

## Superbike gara Superpole

### Arrivati al traguardo
| Pos. | Nº | Pilota                | Squadra                   | Motocicletta        | Giri | Tempo     | Griglia | Punti |
| ---- | -- | --------------------- | ------------------------- | ------------------- | ---- | --------- | ------- | ----- |
| 1º   | 1  | Toprak Razgatlıoğlu   | Pata Yamaha with Brixx    | Yamaha YZF R1       | 10   | 16'19.266 | 1º      | 12    |
| 2º   | 19 | Álvaro Bautista       | Aruba.it Racing - Ducati  | Ducati Panigale V4R | 10   | +0.613    | 3º      | 9     |
| 3º   | 65 | Jonathan Rea          | Kawasaki Racing           | Kawasaki ZX-10RR    | 10   | +0.856    | 2º      | 7     |
| 4º   | 21 | Michael Ruben Rinaldi | Aruba.it Racing - Ducati  | Ducati Panigale V4R | 10   | +4.357    | 8º      | 6     |
| 5º   | 22 | Alex Lowes            | Kawasaki Racing           | Kawasaki ZX-10RR    | 10   | +5.062    | 9º      | 5     |
| 6º   | 7  | Iker Lecuona          | Team HRC                  | Honda CBR1000 RR-R  | 10   | +5.418    | 4º      | 4     |
| 7º   | 47 | Axel Bassani          | Motocorsa Racing          | Ducati Panigale V4R | 10   | +8.714    | 7º      | 3     |
| 8º   | 97 | Xavi Vierge           | Team HRC                  | Honda CBR1000 RR-R  | 10   | +10.676   | 10º     | 2     |
| 9º   | 76 | Loris Baz             | Bonovo Action BMW         | BMW M1000RR         | 10   | +10.752   | 6º      | 1     |
| 10º  | 55 | Andrea Locatelli      | Pata Yamaha with Brixx    | Yamaha YZF R1       | 10   | +10.907   | 11º     |       |
| 11º  | 60 | Michael van der Mark  | BMW Motorrad              | BMW M1000RR         | 10   | +12.459   | 14º     |       |
| 12º  | 12 | Javier Forés          | Barni Spark Racing        | Ducati Panigale V4R | 10   | +14.827   | 16º     |       |
| 13º  | 31 | Garrett Gerloff       | GYTR GRT Yamaha           | Yamaha YZF R1       | 10   | +15.417   | 12º     |       |
| 14º  | 45 | Scott Redding         | BMW Motorrad              | BMW M1000RR         | 10   | +17.709   | 5º      |       |
| 15º  | 5  | Philipp Öttl          | Team Goeleven             | Ducati Panigale V4R | 10   | +19.308   | 17º     |       |
| 16º  | 3  | Kōta Nozane           | GYTR GRT Yamaha           | Yamaha YZF R1       | 10   | +20.627   | 15º     |       |
| 17º  | 36 | Leandro Mercado       | MIE Racing Honda          | Honda CBR1000 RR-R  | 10   | +22.760   | 19º     |       |
| 18º  | 44 | Lucas Mahias          | Kawasaki Puccetti Racing  | Kawasaki ZX-10RR    | 10   | +22.958   | 13º     |       |
| 19º  | 50 | Eugene Laverty        | Bonovo Action BMW         | BMW M1000RR         | 10   | +25.234   | 18º     |       |
| 20º  | 52 | Oliver König          | Orelac Racing Verdnatura  | Kawasaki ZX-10RR    | 10   | +26.232   | 20º     |       |
| 21º  | 27 | Maximilian Scheib     | MIE Racing Honda          | Honda CBR1000 RR-R  | 10   | +27.217   | 21º     |       |
| 22º  | 39 | Marco Solorza         | TPR Team Pedercini Racing | Kawasaki ZX-10RR    | 10   | +46.065   | 22º     |       |

## Superbike gara 2

### Arrivati al traguardo
| Pos. | Nº | Pilota                | Squadra                   | Motocicletta        | Giri | Tempo     | Griglia | Punti |
| ---- | -- | --------------------- | ------------------------- | ------------------- | ---- | --------- | ------- | ----- |
| 1º   | 19 | Álvaro Bautista       | Aruba.it Racing - Ducati  | Ducati Panigale V4R | 21   | 34'24.501 | 2º      | 25    |
| 2º   | 1  | Toprak Razgatlıoğlu   | Pata Yamaha with Brixx    | Yamaha YZF R1       | 21   | +3.389    | 1º      | 20    |
| 3º   | 65 | Jonathan Rea          | Kawasaki Racing           | Kawasaki ZX-10RR    | 21   | +9.784    | 3º      | 16    |
| 4º   | 22 | Alex Lowes            | Kawasaki Racing           | Kawasaki ZX-10RR    | 21   | +11.650   | 5º      | 13    |
| 5º   | 21 | Michael Ruben Rinaldi | Aruba.it Racing - Ducati  | Ducati Panigale V4R | 21   | +15.656   | 4º      | 11    |
| 6º   | 97 | Xavi Vierge           | Team HRC                  | Honda CBR1000 RR-R  | 21   | +16.381   | 8º      | 10    |
| 7º   | 7  | Iker Lecuona          | Team HRC                  | Honda CBR1000 RR-R  | 21   | +16.584   | 6º      | 9     |
| 8º   | 55 | Andrea Locatelli      | Pata Yamaha with Brixx    | Yamaha YZF R1       | 21   | +20.401   | 11º     | 8     |
| 9º   | 45 | Scott Redding         | BMW Motorrad              | BMW M1000RR         | 21   | +21.420   | 10º     | 7     |
| 10º  | 60 | Michael van der Mark  | BMW Motorrad              | BMW M1000RR         | 21   | +22.413   | 14º     | 6     |
| 11º  | 50 | Eugene Laverty        | Bonovo Action BMW         | BMW M1000RR         | 21   | +30.732   | 18º     | 5     |
| 12º  | 31 | Garrett Gerloff       | GYTR GRT Yamaha           | Yamaha YZF R1       | 21   | +32.655   | 12º     | 4     |
| 13º  | 12 | Javier Forés          | Barni Spark Racing        | Ducati Panigale V4R | 21   | +34.058   | 16º     | 3     |
| 14º  | 5  | Philipp Öttl          | Team Goeleven             | Ducati Panigale V4R | 21   | +38.422   | 17º     | 2     |
| 15º  | 44 | Lucas Mahias          | Kawasaki Puccetti Racing  | Kawasaki ZX-10RR    | 21   | +39.869   | 13º     | 1     |
| 16º  | 3  | Kōta Nozane           | GYTR GRT Yamaha           | Yamaha YZF R1       | 21   | +41.107   | 15º     |       |
| 17º  | 76 | Loris Baz             | Bonovo Action BMW         | BMW M1000RR         | 21   | +44.649   | 9º      |       |
| 18º  | 52 | Oliver König          | Orelac Racing Verdnatura  | Kawasaki ZX-10RR    | 21   | +49.119   | 20º     |       |
| 19º  | 36 | Leandro Mercado       | MIE Racing Honda          | Honda CBR1000 RR-R  | 21   | +54.421   | 19º     |       |
| 20º  | 47 | Axel Bassani          | Motocorsa Racing          | Ducati Panigale V4R | 21   | +1'06.518 | 7º      |       |
| 21º  | 27 | Maximilian Scheib     | MIE Racing Honda          | Honda CBR1000 RR-R  | 21   | +1'17.049 | 21º     |       |
| 22º  | 39 | Marco Solorza         | TPR Team Pedercini Racing | Kawasaki ZX-10RR    | 21   | +1'37.575 | 22º     |       |

## Supersport gara 1

### Arrivati al traguardo
| Pos. | Nº | Pilota               | Squadra                    | Motocicletta             | Giri | Tempo     | Griglia | Punti |
| ---- | -- | -------------------- | -------------------------- | ------------------------ | ---- | --------- | ------- | ----- |
| 1º   | 77 | Dominique Aegerter   | Ten Kate Racing Yamaha     | Yamaha YZF R6            | 19   | 32'27.154 | 1º      | 25    |
| 2º   | 3  | Raffaele De Rosa     | Orelac Racing Verdnatura   | Ducati Panigale V2       | 19   | +0.292    | 3º      | 20    |
| 3º   | 64 | Federico Caricasulo  | Althea Racing              | Ducati Panigale V2       | 19   | +2.497    | 2º      | 16    |
| 4º   | 61 | Can Öncü             | Kawasaki Puccetti Racing   | Kawasaki ZX-6R           | 19   | +6.983    | 13º     | 13    |
| 5º   | 66 | Niki Tuuli           | MV Agusta Reparto Corse    | MV Agusta F3 800 RR      | 19   | +9.240    | 5º      | 11    |
| 6º   | 16 | Jules Cluzel         | GMT94 Yamaha               | Yamaha YZF R6            | 19   | +11.945   | 6º      | 10    |
| 7º   | 62 | Stefano Manzi        | Dynavolt Triumph           | Triumph Street Triple RS | 19   | +12.963   | 9º      | 9     |
| 8º   | 55 | Yari Montella        | Kawasaki Puccetti Racing   | Kawasaki ZX-6R           | 19   | +13.507   | 15º     | 8     |
| 9º   | 7  | Lorenzo Baldassarri  | Evan Bros. Yamaha          | Yamaha YZF R6            | 19   | +14.247   | 4º      | 7     |
| 10º  | 38 | Hannes Soomer        | Dynavolt Triumph           | Triumph Street Triple RS | 19   | +14.695   | 11º     | 6     |
| 11º  | 11 | Nicolò Bulega        | Aruba.it Racing            | Ducati Panigale V2       | 19   | +16.175   | 7º      | 5     |
| 12º  | 56 | Péter Sebestyén      | Evan Bros. Yamaha          | Yamaha YZF R6            | 19   | +16.591   | 10º     | 4     |
| 13º  | 69 | Tom Booth-Amos       | Motozoo Racing by Puccetti | Kawasaki ZX-6R           | 19   | +19.412   | 18º     | 3     |
| 14º  | 57 | Bradley Smith        | Ten Kate Racing Yamaha     | Yamaha YZF R6            | 19   | +19.415   | 16º     | 2     |
| 15º  | 32 | Oliver Bayliss       | Barni Spark Racing         | Ducati Panigale V2       | 19   | +27.918   | 17º     | 1     |
| 16º  | 50 | Ondřej Vostatek      | MS Racing Yamaha           | Yamaha YZF R6            | 19   | +40.614   | 20º     |       |
| 17º  | 52 | Patrick Hobelsberger | Kallio Racing              | Yamaha YZF R6            | 19   | +50.732   | 22º     |       |

### Ritirati
| Nº | Pilota             | Squadra      | Motocicletta       | Giri | Griglia |
| -- | ------------------ | ------------ | ------------------ | ---- | ------- |
| 91 | Luca Bernardi      | CM Racing    | Ducati Panigale V2 | 15   | 19º     |
| 99 | Adrián Huertas     | MTM Kawasaki | Kawasaki ZX-6R     | 13   | 12º     |
| 94 | Andy Verdoïa       | GMT94 Yamaha | Yamaha YZF R6      | 12   | 14º     |
| 25 | Marcel Brenner     | VFT Racing   | Yamaha YZF R6      | 7    | 21º     |
| 28 | Glenn van Straalen | EAB Racing   | Yamaha YZF R6      | 0    | 8º      |

## Supersport gara 2

### Arrivati al traguardo
| Pos. | Nº | Pilota               | Squadra                    | Motocicletta             | Giri | Tempo     | Griglia | Punti |
| ---- | -- | -------------------- | -------------------------- | ------------------------ | ---- | --------- | ------- | ----- |
| 1º   | 77 | Dominique Aegerter   | Ten Kate Racing Yamaha     | Yamaha YZF R6            | 19   | 32'34.440 | 1º      | 25    |
| 2º   | 64 | Federico Caricasulo  | Althea Racing              | Ducati Panigale V2       | 19   | +0.667    | 2º      | 20    |
| 3º   | 7  | Lorenzo Baldassarri  | Evan Bros. Yamaha          | Yamaha YZF R6            | 19   | +0.839    | 4º      | 16    |
| 4º   | 66 | Niki Tuuli           | MV Agusta Reparto Corse    | MV Agusta F3 800 RR      | 19   | +2.240    | 5º      | 13    |
| 5º   | 62 | Stefano Manzi        | Dynavolt Triumph           | Triumph Street Triple RS | 19   | +4.317    | 9º      | 11    |
| 6º   | 16 | Jules Cluzel         | GMT94 Yamaha               | Yamaha YZF R6            | 19   | +5.612    | 6º      | 10    |
| 7º   | 61 | Can Öncü             | Kawasaki Puccetti Racing   | Kawasaki ZX-6R           | 19   | +9.704    | 14º     | 9     |
| 8º   | 11 | Nicolò Bulega        | Aruba.it Racing            | Ducati Panigale V2       | 19   | +15.485   | 7º      | 8     |
| 9º   | 94 | Andy Verdoïa         | GMT94 Yamaha               | Yamaha YZF R6            | 19   | +16.165   | 15º     | 7     |
| 10º  | 99 | Adrián Huertas       | MTM Kawasaki               | Kawasaki ZX-6R           | 19   | +17.142   | 12º     | 6     |
| 11º  | 28 | Glenn van Straalen   | EAB Racing                 | Yamaha YZF R6            | 19   | +17.743   | 8º      | 5     |
| 12º  | 56 | Péter Sebestyén      | Evan Bros. Yamaha          | Yamaha YZF R6            | 19   | +20.705   | 10º     | 4     |
| 13º  | 69 | Tom Booth-Amos       | Motozoo Racing by Puccetti | Kawasaki ZX-6R           | 19   | +32.645   | 18º     | 3     |
| 14º  | 50 | Ondřej Vostatek      | MS Racing Yamaha           | Yamaha YZF R6            | 19   | +39.237   | 20º     | 2     |
| 15º  | 25 | Marcel Brenner       | VFT Racing                 | Yamaha YZF R6            | 19   | +42.827   | 21º     | 1     |
| 16º  | 52 | Patrick Hobelsberger | Kallio Racing              | Yamaha YZF R6            | 19   | +1'01.283 | 22º     |       |

### Ritirati
| Nº | Pilota           | Squadra                  | Motocicletta             | Giri | Griglia |
| -- | ---------------- | ------------------------ | ------------------------ | ---- | ------- |
| 3  | Raffaele De Rosa | Orelac Racing Verdnatura | Ducati Panigale V2       | 12   | 3º      |
| 55 | Yari Montella    | Kawasaki Puccetti Racing | Kawasaki ZX-6R           | 2    | 16º     |
| 91 | Luca Bernardi    | CM Racing                | Ducati Panigale V2       | 2    | 19º     |
| 57 | Bradley Smith    | Ten Kate Racing Yamaha   | Yamaha YZF R6            | 1    | 13º     |
| 32 | Oliver Bayliss   | Barni Spark Racing       | Ducati Panigale V2       | 1    | 17º     |
| 38 | Hannes Soomer    | Dynavolt Triumph         | Triumph Street Triple RS | 0    | 11º     |